# انابای
انابای روستایی از توابع بخش راز و جرگلان شهرستان بجنورد در استان خراسان شمالی ایران است. زبان مردم انابای زبان رازی(پهلوی اشکانی،زبان قوم پارت) است.

## جمعیت
این روستا در دهستان راز قرار دارد و براساس سرشماری مرکز آمار ایران در سال ۱۳۸۵، جمعیت آن ۱۸۲ نفر (۵۰خانوار) بوده‌است.